# Дедина (Свети Петар Ореховец)
Дедина је насељено место у саставу општине Свети Петар Ореховец у Копривничко-крижевачкој жупанији, Хрватска. До територијалне реорганизације у Хрватској налазила се у саставу бивше велике општине Крижевци.

## Становништво
На попису становништва 2011. године, Дедина је имала 202 становника.

## Попис1991.
На попису становништва 1991. године, насељено место Дедина је имало 249 становника, следећег националног састава:
| Попис 1991.‍ | Попис 1991.‍ | Попис 1991.‍ | Попис 1991.‍ | Попис 1991.‍ |
| ----------- | ----------- | ----------- | ----------- | ----------- |
|             |             |             |             |             |
| Хрвати      | Хрвати      |             | 249         | 100%        |
| укупно: 249 |             |             |             |             |